# قائمة الزلازل
تحدث الزلازل بسبب الحركات داخل القشرة الأرضية ووشاح الأرض. فقد تكون شدتها ضعيفة للغاية بحيث لا يمكن رصدها إلا من خلال أجهزة حساسة، أو تكون زلازل مفاجئة وعنيفة تستمر لعدة دقائق وتسبب بعض أكبر الكوارث في تاريخ البشرية. فيما يلي قائمة بأهم الزلازل مصنفة بحسب شدتها ودرجة تأثيرها.

## الزلازل الأقوى حسب درجتها
| السنة | الشدة     | الموقع                                                         | العمق (كم) | الشدة بحسب مقياس ميركالي المعدل | ملاحظة | الحدث                                | التاريخ             |
| ----- | --------- | -------------------------------------------------------------- | ---------- | ------------------------------- | --- | ------------------------------------ | ------------------- |
| 1948  | 7.3       | الاتحاد السوفيتي، جمهورية تركمانستان الاشتراكية السوفيتية      | 15.0       | X                               | قُتل ما بين 10000 و 110000 شخص، دمرت مدينة عشق أباد بالكامل. | زلزال عشق آباد 1948                  | 5 أكتوبر            |
| 1949  | 7.5       | الاتحاد السوفيتي، جمهورية طاجيكستان الاشتراكية السوفيتية       | 18.0       | IX                              | قتل 12000 شخص معظمهم بسبب الانهيارات الأرضية التي دفنت مدينة خيط (مدينة) في طاجيكستان. | زلزال خيط 1949                       | 10 يوليو            |
| 1950  | 8.6       | الهند، آسام                                                    | 15.0       | XI                              | يعتبر من أقوى الزلزال على الأرض، حدث بسبب الاصطدام القاري بدلاً من اندساس الصفائح. قتل 4800 شخص. | زلزال آسام - التبت 1950              | 15 أغسطس            |
| 1951  | 6.5       | السلفادور (في البحر)                                           | 85.0       |                                 | قتل 1100 شخص. | زلزال السلفادور 1951                 | 6 مايو              |
| 1952  | 9.0       | الاتحاد السوفيتي، جمهورية روسيا الاتحادية الاشتراكية السوفيتية | 21.6       | XI                              | قُتل ما بين 2336 و 20000 شخص ونتج عن الزلزال موجات تسونامي بارتفاع 18 متراً (59 قدم). | زلزال سيفيرو كوريلسك 1952            | 4 نوفمبر            |
| 1953  | 7.3       | تركيا، محافظة بالق أسير                                        | 10.0       | IX                              | قتل 1070 شخصًا وقدرت الخسائر بحوالي 3,570,000 دولار أمريكي. | زلزال ينيس - غونين 1953              | 18 مارس             |
| 1954  | 6.7       | الجزائر، ولاية الشلف، الجزائر                                  | 15.0       | XI                              | قُتل 1243 شخصًا وجُرح 5000. انهار 6000 منزل. | زلزال الشلف 1954                     | 9 سبتمبر            |
| 1955  | 7.4       | الفلبين، شبه جزيرة زامبوانجا                                   | 35.0       | VIII                            | قُتل ما لا يقل عن 465 شخصًا وألحقت أضرار جسيمة على طول بحيرة لاناو. | زلزال لاناو 1955                     | 31 مارس             |
| 1956  | 6.4       | إيران، محافظة هرمزغان                                          | 15.0       | VII                             | قتل 347 شخص. | زلزال هرمزغان 1956                   | 31 أكتوبر           |
| 1957  | 6.7       | إيران، محافظة همدان                                            | 15.0       | VII                             | قتل 1200 شخص وتسبب بأضرار جسيمة. | زلزال فارسينج 1957                   | 13 ديسمبر           |
| 1958  | 6.7       | إيران، محافظة لرستان.                                          | 15.0       | VII                             | قُتل 158 شخصًا وتسبب بأضرار جسيمة. | زلزال لورستان 1958                   | 16 أغسطس            |
| 1959  | 7.3       | الولايات المتحدة، وايومنغ                                      | 5.0        | X                               | قتل 28 شخصًا. حدثت معظم الوفيات بسبب الانهيارات الأرضية. | زلزال بحيرة هيبجين 1959              | 18 أغسطس            |
| 1960  | 5.8       | المغرب، جهة سوس ماسة                                           | 15.0       | X                               | أسوأ زلزال في تاريخ المغرب. قتل ما بين 12000-15000 شخص. | زلزال أكادير 1960                    | 29 فبراير           |
| 1961  | 6.4       | إيران، محافظة فارس                                             | 15.0       | VIII                            | قتل 60 شخصًا. | زلزال فارس 1961                      | 11 يونيو            |
| 1962  | 7.0       | إيران، محافظة قزوين.                                           | 10.0       | IX                              | قتل 12225 شخص وتسبب بأضرار جسيمة بالممتلكات. | زلزال بوين زهرة 1962                 | 1 سبتمبر            |
| 1963  | 6.0       | يوغوسلافيا، مقدونيا الشمالية                                   | 15.0       | X                               | قُتل 1070 شخصًا ودُمر 80 بالمائة من إسكوبية. | زلزال إسكوبية 1963                   | 26 يوليو            |
| 1964  | 9.2       | الولايات المتحدة، ألاسكا                                       | 25.0       | XI                              | أكبر زلزال تم تسجيله على الإطلاق في أمريكا الشمالية وثاني أكبر زلزال في التاريخ بعد زلزال فالديفيا عام 1960 فقط. قُتل 131 شخصًا مات جميعهم بسبب الزلزال باستثناء تسعة بسبب أمواج تسونامي. | زلزال ألاسكا العظيم 1964             | 28 مارس             |
| 1965  | 7.4       | تشيلي، إقليم فالبارايسو                                        | 70.0       | IX                              | قُتل 400 شخص، معظمهم بسبب انهيار أحد السدود بسبب الزلزال. | زلزال فالبارايسو 1965                | 28 مارس             |
| 1966  | 6.8       | الصين، خبي                                                     | 20.0       | IX                              | 8064 قتيل و 38000 جريح. وهو الزلزال الأكبر في تسلسل الزلزال الذي يؤثر على المنطقة خلال شهر من ذلك العام. | زلازل شينغتاي 1966                   | 22 مارس             |
| 1967  | 6.6       | فنزويلا، ولاية فارغاس                                          | 25.0       | VIII                            | 225 إلى 300 قتيل وأكثر من 1500 جريح. أضرار جسيمة في كاراكاس. | زلزال كراكاس 1967                    | 30 يوليو            |
| 1968  | 7.1       | إيران، محافظة خراسان الجنوبية                                  | 10.0       | X                               | لقي 15900 شخص مصرعهم في الزلزال وما تلاه من زلزال في اليوم التالي. | زلزال دشت باياز وفردوس 1968          | 31 أغسطس            |
| 1969  | 6.4       | الصين، غوانغدونغ                                               | 20.0       | VIII                            | 3000 قتيل. 46700 منزل تضرر أو دمر في هونغ كونغ. | زلزال يانغجيانغ 1969                 | 25 يوليو            |
| 1970  | 7.9       | بيرو، إقليم أنكاش                                              | 45.0       | VIII                            | أسوأ زلزال في تاريخ بيرو. ما يقرب من 70000 قتيل. حدثت معظم الوفيات نتيجة الانهيار الجليدي. | زلزال أنكاش 1970                     | 31 مايو             |
| 1971  | 6.9       | تركيا، محافظة بينكل                                            | 10.0       | VIII                            | 875 قتيلاً ، و5583 منزلاً تضررت بشكل كبير، و3418 منزل أصيب بأضرار متوسطة، و 3638 منزلاً تضرر بشكل طفيف. | زلزال بينغول 1971                    | 22 مايو             |
| 1972  | 6.6       | إيران، محافظة فارس.                                            | 10.0       | IX                              | العدد التقديري للوفيات هو 5374 ، بالإضافة إلى 1710 من الجرحى. ذكرت بعض المصادر إن عدد القتلى وصل إلى 30 ألف قتيل. | زلزال قير 1972                       | 10 أبريل            |
| 1973  | 7.6       | الصين، سيتشوان                                                 | 11.0       | X                               | 2199 قتيل و 2743 جريح. | زلزال لوهو 1973                      | 6 فبراير            |
| 1974  | 7.1       | الصين، يونان                                                   | 14.0       | IX                              | ما بين 1641 و 20000 قتلوا. | زلزال تشاوتونغ 1974                  | 10 مايو             |
| 1975  | 6.7       | تركيا، محافظة ديار بكر                                         | 26.0       | IX                              | قتل 2311 شخصًا. تدمرت بلدة ليجة بالكامل تقريبًا. | زلزال ليجة 1975                      | 6 سبتمبر            |
| 1976  | 7.6       | الصين، خبي                                                     | 12.2       | XI                              | أُحصي 242719 قتيلًا رسميًا، بينما تقول بعض المصادر أن عدد القتلى وصل إلى 655000، وهو الزلزال الأكثر دموية في القرن العشرين والثالث من حيث عدد القتلى في التاريخ المسجل. | زلزال تانغشان 1976                   | 28 يوليو            |
| 1977  | 7.5       | رومانيا، إقليم فرنتشيا                                         | 85.3       | IX                              | في رومانيا قتل 1578 شخص (1424 منهم في بوخارست) وجرح 11221. وفي بلغاريا المجاورة قتل 120 وجرح 165، بينما في مولدوفا (جمهورية مولدوفا الاشتراكية السوفيتية في ذلك الوقت) قتل شخصان. | زلزال فرنتشيا 1977                   | 4 مارس              |
| 1978  | 7.4       | إيران، يزد                                                     | 33.0       | IX                              | قُتل ما بين 15000 و 25000 شخص ، 85 بالمائة منهم من سكان طبس. | زلزال طبس 1978                       | 16 سبتمبر           |
| 1979  | 8.2       | كولومبيا، إدارة نارينيو                                        | 33.0       | IX                              | قُتل ما بين 300 و 600 شخص بسبب الزلزال وأمواج تسونامي التي تسببت بمعظم الأضرار. | زلزال توماكو 1979                    | 12 ديسمبر           |
| 1980  | 7.3       | الجزائر، ولاية الشلف                                           | 10.0       | X                               | قتل ما بين 2633 و 5 آلاف شخص وجرح ما بين 8369 و9 آلاف شخص. يعد هذا أكبر زلزال يضرب جبال الأطلس منذ عام 1790. | زلزال الشلف 1980                     | 10 أكتوبر           |
| 1981  | 6.6 & 7.1 | إيران، محافظة كرمان.                                           | 33.0       | VIII & IX                       | تسبب الزلزالان في مقتل ما لا يقل عن 3000 شخص. وقع الزلزال الثاني بعد الزلزال الأول بستة أسابيع. | زلزال جولباف 1981 و زلزال سيرش 1981  | 11 يونيو و 28 يوليو |
| 1982  | 6.2       | شمال اليمن، محافظة ذمار                                        | 10.0       | VIII                            | قتل 2800 شخص وجرح 1500 وأصبح 700000 شخص بلا مأوى. | زلزال ذمار 1982                      | 13 ديسمبر           |
| 1983  | 6.6       | تركيا، محافظة أرضروم                                           | 15.0       | IX                              | قُتل 1340 شخصًا ودُمرت 50 مستوطنة. | زلزال أرضروم 1983                    | 30 أكتوبر           |
| 1984  | 6.3       | اليابان، محافظة ناغانو                                         | 2.0        | VIII                            | قُتل 14 شخصًا وجُرح 10 وفقد 15. | زلزال ناغانو 1984                    | 13 سبتمبر           |
| 1985  | 8.0       | المكسيك، ميتشواكان                                             | 20.0       | IX                              | قُتل ما بين 5000 و 45000 وجرح 30000. كانت مدينة مكسيكو الأكثر تضرراً على الرغم من كونها بعيدة نسبيًا عن مركز الزلزال. | زلزال مدينة مكسيكو 1985              | 19 سبتمبر           |
| 1986  | 5.7       | السلفادور، إدارة سان سلفادور                                   | 10.0       | IX                              | قتل 1000-1500 وجرح 10000-20000. وأصبح 200,000 شخص بلا مأوى وألحقت أضرار جسيمة في سان سلفادور. | زلزال سان سلفادور 1986               | 10 أكتوبر           |
| 1987  | 7.1       | الإكوادور، مقاطعة سوكومبيوس                                    | 10.0       | IX                              | قتل أكثر من 1000 شخص وفقد 5000 آخرين. | زلازل الاكوادور 1987                 | 6 مارس              |
| 1988  | 6.8       | الاتحاد السوفيتي، جمهورية أرمينيا الاشتراكية السوفيتية         | 5.0        | X                               | قُتل ما بين 25000 و 50000 وجرح ما يصل إلى 130,000. بعد فترة وجيزة حدثت هزة ارتدادية بقيمة ML 5.8. كما قتل أربعة أشخاص في تركيا. | زلزال أرمينيا 1988                   | 7 ديسمبر            |
| 1989  | 5.3       | الاتحاد السوفيتي، جمهورية طاجيكستان الاشتراكية السوفيتية       | 33.0       | VII                             | قتل أكثر من 274 شخصا. معظم الضحايا توفوا بسبب الانهيارات الأرضية التي طمرت ثلاث قرى. | زلزال حصار 1989                      | 22 يناير            |
| 1990  | 7.4       | إيران، محافظة غيلان                                            | 18.5       | X                               | قُتل ما بين 35000 و40000 شخص، وأصيب ما بين 60000 و 108000 بجروح بالإضافة إلى 105000 إلى 450000 نازح في جميع أنحاء شمال إيران، لا سيما في منطقة منجيل- رودبار وفي طهران. كما وقعت أضرار طفيفة في أذربيجان (التي كانت جزء من الاتحاد السوفيتي آنذاك). | زلزال مانجل-رودبار 1990              | 20 يونيو            |
| 1991  | 6.8       | الهند، أتر برديش                                               | 11.6       | IX                              | قتل ما بين 768 و 2000 شخص وأصيب اكثر من 1800 بجروح ودمر أكثر من 18000 مبنى في منطقة شامولي-اوتركشي. حدثت بعض الأضرار في شانديغار ونيودلهي. | زلزال أوتاركاشي 1991                 | 19 أكتوبر           |
| 1992  | 7.8       | إندونيسيا، بحر فلوريس                                          | 27.7       | VIII                            | قتل ما لا يقل عن 2500 شخص أو فقدوا في منطقة فلوريس، بما في ذلك 1490 في موميري و700 في بابي. وأصيب أكثر من 500 شخص وشرد 90 ألفا. قتل 19 شخصا ودمر 130 منزلا في كالوتوا. في مومير حدثت أضرار جسيمة ودمر ما يقرب من 90% من المباني بسبب الزلزال وأمواج التسونامي حوالي 50 إلى 80 في المائة من المباني في فلوريس تضررت أو دمرت. كما حدثت أضرار في جزيرة سومبا وأرخبيل ألور. قطعت أمواج تسونامي داخل جزيرة فلوريس مسافة 300 متر ووصل ارتفاع الأمواج إلى 25 مترا. أبلغ عن انهيارات أرضية وشقوق أرضية في عدة مواقع بالجزيرة. | زلزال وتسونامي فلوريس 1992           | 12 ديسمبر           |
| 1993  | 6.3       | الهند، ماهاراشترا                                              | 10.0       | VIII                            | قُتل ما لا يقل عن 9748 شخصًا، وأصيب حوالي 30000 ووقع دمار شديد في منطقة عثمان آباد. تدمرت جميع المباني تقريبا في قرية الخلاري. | زلزال لاتور 1993                     | 29 سبتمبر           |
| 1994  | 6.8       | كولومبيا، إدارة كاوكا                                          | 12.1       | IX                              | قتل ما لا يقل عن 1100 شخص واعتبر 500 في عداد المفقودين بالإضافة إلى تشريد 13 ألف شخص، تعرضت المنازل والطرق السريعة والجسور إلى أضرار جسيمة جراء الزلزال والانهيارات الأرضية التي أعقبت ذلك في مقاطعات كاوكا وهويلا وتوليما وفالي. دمر ما لا يقل عن 200 منزل منهم 25 في توريبيو و 15 في بيندامو. حدثت أضرار معتدلة في بوغوتا وكالي. | زلزال نهر بايز 1994                  | 6 يونيو             |
| 1995  | 6.9       | اليابان، كوبه                                                  | 21.9       | XI                              | قتل 6434 شخصا واصيب 43792 بجروح ووقعت اضرار جسيمة في منطقة كوبي وفي منطقة أواجي-شيما. أكثر من 90 بالمائة من الضحايا كانت على طول الساحل الجنوبي لهونشو بين كوبي ونيشينوميا. قُتل ما لا يقل عن 28 شخصًا في انهيار أرضي في نيشينوميا. تم إجلاء حوالي 310 آلاف شخص إلى ملاجئ مؤقتة. تضرر أو دمر أكثر من 200 ألف مبنى. حدثت العديد من الحرائق وانقطاع الغاز والمياه وانقطاع التيار الكهربائي في المنطقة المركزية. | زلزال هانشين أواجي الكبير            | 17 يناير            |
| 1996  | 6.6       | الصين، يونان                                                   | 10.0       | X                               | قتل 322 شخصًا وأصيب 16925 بجروح. انهار نحو 358 ألف منزل وتضرر 654 ألف منزل. أكثر من 320 ألف شخص تُركوا بلا مأوى. | زلزال ليجيانغ 1996                   | 3 فبراير            |
| 1997  | 7.3       | إيران، مقاطعة خراسان                                           | 10.0       | X                               | 2394 قتيلاً، 2300 جريح، 50000 بلا مأوى، تدمير 10533 منزل ، تضرر 5474 منزل، حدثت انهيارات أرضية في منطقة برجند-قاين. | زلزال قين 1997                       | 10 مايو             |
| 1998  | 6.6       | أفغانستان، ولاية تخار                                          | 33.0       | VII                             | قتل ما لا يقل عن 4500 شخص وجرح الآلاف وشردوا في مقاطعتي بدخشان وتخار. | زلزال أفغانستان 1998                 | 30 مايو             |
| 1999  | 7.6       | تركيا، إزميد                                                   | 17.0       | X                               | قتل ما لا يقل عن 17127 شخصا وأصيب 50 ألفا. يعد هذا الزلزال الأكثر دموية في تركيا منذ عام 1939. | زلزال أزميد 1999                     | 17 أغسطس            |
| 2000  | 7.9       | إندونيسيا، جزيرة إنجانو                                        | 44.0       | VI                              | تسبب هذا الزلزال في مقتل ما لا يقل عن 103 أشخاص وإصابة 2585 آخرين. | زلزال انجانو 2000                    | 4 يونيو             |
| 2001  | 7.7       | الهند، بوج                                                     | 16.0       | X                               | قُتل 20085 شخصًا، وأصيب 166800 شخصًا وتضرر أو دمر أكثر من مليون مبنى، وهو ثالث أكبر زلزال في الهند منذ عام 1900. | زلزال غوجارات 2001                   | 26 يناير            |
| 2002  | 7.4 & 6.1 | أفغانستان، ولاية بغلان                                         | 8.0        | VII                             | قُتل 1166 شخصًا وجُرح 200 شخص. | زلازل هندو كوش 2002                  | 3 مارس و 25 مارس    |
| 2003  | 6.6       | إيران، بم                                                      | 10.0       | IX                              | قُتل 26271 شخصًا وأصيب 30 ألف شخص بجروح. تضررت مدينة بام بشكل كارثي ودمرت العديد من المباني بالكامل بما في ذلك قلعة بام. | زلزال بم 2003                        | 26 ديسمبر           |
| 2004  | 6.3       | المغرب،                                                        |            |                                 | قُتل ما بين 628 و 631 شخصًا معظمهم من سكان المناطق القروية وجُرح 926 وشرد ما يصل إلى 15000 شخص | زلزال الحسيمة 2004                   | 24 فبراير           |
| 2004  | 9.1       | إندونيسيا، سومطرة                                              | 30.0       | IX                              | يعد هذا ثالث أكبر زلزال في العالم منذ عام 1900 وهو الأكبر منذ زلزال ألاسكا عام 1964. في المجموع، لقي ما لا يقل عن 227898 شخصًا مصرعهم، وأصيب العديد بجروح ونزح 1126900 شخصًا بسبب الزلزال والتسونامي الذي أعقبه في 14 دولة في جنوب آسيا وشرق إفريقيا. | زلزال وتسونامي المحيط الهندي 2004    | 26 ديسمبر           |
| 2005  | 7.6       | باكستان، بالاكوت                                               | 15.0       | XI                              | قُتل ما لا يقل عن 87351 شخصًا، وأصيب أكثر من 138 ألفًا، وألحقت أضرار جسيمة في باكستان والهند. وقع أكبر الأضرار في مظفر أباد في باكستان حيث دمرت قرى بأكملها. بالإضافة إلى ذلك، مات ما يقرب من 250000 من حيوانات المزارع بسبب انهيار الحظائر الحجرية، مع حاجة أكثر من 500000 حيوان كبير مأوى فوريًا بسبب الشتاء القاسي. | زلزال كشمير 2005                     | 8 أكتوبر            |
| 2006  | 6.4       | إندونيسيا، يوغياكارتا                                          | 10.0       | IX                              | قُتل ما لا يقل عن 28903 أشخاص، وأصيب 137883، ونزح ما يصل إلى 779287 شخصًا في منطقة بانتول - يوغياكارتا. دمر أكثر من 127000 منزل وتضرر 451000 منزل في المنطقة، قدرت الخسائر الإجمالية بحوالي 3.1 مليار دولار أمريكي. | زلزال جاوا 2006                      | 27 مايو             |
| 2007  | 8.0       | بيرو، إيكا                                                     | 39.0       | IX                              | قُتل ما لا يقل عن 519 شخصًا وأصيب 1090 بجروح وتضرر أو دمر أكثر من 39700 مبنى. | زلزال بيرو 2007                      | 15 أغسطس            |
| 2008  | 8.0       | الصين، سيتشوان                                                 | 19.0       | XI                              | قتل ما لا يقل عن 87587 شخصا وجرح 374643 وما يقارب 18392 في عداد المفقودين ويفترض أنهم لقوا حتفهم. تضرر أكثر من 45.5 مليون شخص في 10 مقاطعات ومناطق. تم إجلاء ما لا يقل عن 15 مليون شخص من منازلهم وتشريد أكثر من 5 ملايين شخص. انهار ما يقدر بنحو 5.36 مليون مبنى وتضرر أكثر من 21 مليون مبنى. وقدرت الخسائر الاقتصادية الإجمالية بنحو 86 مليار دولار أمريكي. | زلزال سيتشوان 2008                   | 12 مايو             |
| 2009  | 7.6       | إندونيسيا، بادان                                               | 90.0       | VII                             | قُتل ما لا يقل عن 1115 شخصًا وأصيب 2181 بجروح ودمر أو تضرر 181665 مبنى، ونزح حوالي 451 ألف شخص في بادان. يقدر الضرر بنحو 2.3 مليار دولار أمريكي. | زلازل سومطرة 2009                    | 30 سبتمبر           |
| 2010  | 7.0       | هايتي، يوغان                                                   | 13.0       | X                               | قتل ما بين 92 ألف و316 ألف، وجرح 300 ألف، ونزح 1.3 مليون، ودمر 97294 منزل وتضرر 188383 منزل في منطقة بورت أو برانس ومعظم جنوب هايتي. | زلزال هايتي 2010                     | 12 يناير            |
| 2011  | 9.1       | اليابان، سنداي                                                 | 29.0       | IX                              | قُتل ما لا يقل عن 19747 شخصًا و2556 مفقودًا و6242 جريحًا و 130927 نازحًا وما لا يقل عن 332395 مبنى و 2126 طريقًا و56 جسرًا و26 سكة حديد دمرت أو تضررت بسبب الزلزال وأمواج التسونامي على طول الساحل الشرقي بأكمله لهونشو من تشيبا إلى أوموري. | زلزال وتسونامي توهوكو 2011           | 11 مارس             |
| 2012  | 6.4       | إيران، أذربيجان الشرقية                                        | 9.0        | VIII                            | قُتل ما لا يقل عن 306 أشخاص وجرح 3037 ودمرت 4 قرى وألحقت أضرار جسيمة بـ 60 في المنطقة المركزية | زلزال تبريز 2012                     | 11 أغسطس            |
| 2013  | 7.7       | باكستان، بلوشستان                                              | 15.0       | IX                              | قتل ما لا يقل عن 825 شخصا وأصيب 700 شخص ودمر أو تضرر 21000 منزل في بلوشستان | زلازل بلوشستان 2013                  | 24 سبتمبر           |
| 2014  | 6.2       | الصين، مقاطعة لوديان                                           | 10.0       | IX                              | مقتل ما لا يقل عن 729 شخصًا وإصابة 3143 بجروح وتدمير 42000 منزل. | زلزال لوديان 2014                    | 3 أغسطس             |
| 2015  | 7.8       | نيبال، منطقة جورخا                                             | 8.2        | X                               | قتل ما لا يقل عن 9182 شخصًا، وجرح 25482 ، وتضرر أو دمر 769817 منزلًا في نيبال في هذا الزلزال والهزة الإرتدادية التي تلته في 12 مايو وكانت بشدة 7.3 | زلزال نيبال 2015                     | 25 أبريل            |
| 2016  | 7.8       | الإكوادور، إسمرالداس                                           | 20.6       | VIII                            | ما لا يقل عن 676 قتيلاً و 27732 جريحًا و 7000 مبنى متضرر أو مدمر بما في ذلك معظم بلدة بيديرناليس والمناطق الحضرية المحيطة بها. | زلزال الإكوادور 2016                 | 16 أبريل            |
| 2017  | 7.3       | المنطقة الحدودية بين إيران والعراق                             | 19.0       | IX                              | 630 قتيلاً على الأقل، وأكثر من 8100 جريح، و 70 ألف نازح ، و12 ألف مبنى تدمر، و15 ألف مبنى تعرض لأضرار. | زلزال الحدود الإيرانية العراقية 2017 | 12 نوفمبر           |
| 2018  | 7.5       | إندونيسيا، بالو                                                | 20.0       | X                               | قتل ما لا يقل عن 4340 شخصًا. معظم الإصابات والأضرار سببتها أمواج تسونامي التي وصلت لارتفاع 7 م (23 قدم) في دونجالا. هناك تقارير غير مؤكدة عن حدوث تسونامي وصل ارتفاعه إلى 15 مترًا (50 قدمًا) في سيجي ريجنسي. | زلزال وتسونامي سولاويزي 2018         | 28 سبتمبر           |
| 2019  | 6.4       | ألبانيا، دراس                                                  | 10.0       | VIII                            | قتل ما لا يقل عن 51 شخصًا وأصيب 3000 شخص وتضررت أو دمرت العديد من المباني. | زلزال ألبانيا 2019                   | 26 نوفمبر           |
| 2020  | 7.0       | اليونان تركيا. بحر إيجة                                        | 21.0       | VIII                            | قتل ما لا يقل عن 119 شخصًا، وأصيب 1096 شخصًا، وصلت أمواج تسونامي لارتفاع 6 أمتار (20 قدمًا). وقعت معظم الإصابات والأضرار في تركيا. | زلزال بحر إيجة 2020                  | 30 أكتوبر           |
| 2021  | 7.2       | هايتي، نيبيس                                                   | 10.0       | IX                              | مقتل 2248 شخصًا على الأقل وإصابة 12763 شخصًا وتدمير 136800 مبنى في ليس كايس. | زلزال هايتي 2021                     | 14 أغسطس            |
| 2022  | 6.0       | أفغانستان، ولاية خوست                                          | 10.0       | VIII                            | قُتل ما لا يقل عن 1163 شخصًا وأصيب 6027 آخرون. دمرت العديد من المنازل. | زلزال أفغانستان 2022                 | 21 يونيو            |
| 2023  | 7.8 7.5   | تركيا، جنوب شرق الأناضول سوريا، محافظتا حلب وإدلب              | 17.9 10.0  | IX                              | قتل أكثر من 40000 شخص في كل من تركيا وسوريا، مع تركز الدمار بشكل رئيسي في مدينة كهرمان مرعش و 10 مدن تركية وحلب وادلب و اللاذقية في سوريا . | زلزال قهرمان مرعش 2023               | 6 فبراير            |
| 2023  | 7         | المغرب، جهة مراكش أسفي                                         | 18.5       |                                 | استشهد 2862 شخص في عدة أقاليم من المغرب وبالخصوص إقليم الحوز قرب مراكش | زلزال المغرب 2023                    | 8 سبتمبر 2023       |
| 2025  | 7.7       | ميانمار، منطقة ساجينغ                                          | 10         |                                 | ادى الزلزال إلى مقتل ما يصل إلى 5330 شخصًا في ميانمار و36 في تايلاند و1 في فيتنام وأصيب ما يصل إلى 7140 شخصًا وأُبلغ عن فقدان المئات | زلزال ميانمار 2025                   | 28 مارس 2025        |

## أكثر الزلازل تسببا بالخسائر
فيما يلي قائمة بأكبر عشرة زلازل من حيث قيمة خسائر الممتلكات (العامة والخاصة) بالدولار الأمريكي التي تعزى مباشرة إلى الزلزال.
| الترتيب | الحدث                      | الموقع         | الشدة   | حجم الخسائر                     |
| ------- | -------------------------- | -------------- | ------- | ------------------------------- |
| 1       | زلزال وتسونامي توهوكو 2011 | اليابان        | 9.1     | $360 مليار                      |
| 2       | زلزال سيتشوان 2008         | الصين، سيتشوان | 8.0     | $150 مليار                      |
| 3       | زلزال قهرمان مرعش 2023     | تركيا، سوريا   | 7.8 7.6 | قدرت حتى الآن حوالي 84.1 مليار. |
| 4       | زلزال كانتربيري 2010       | نيوزيلندا      | 7.0     | $40 مليار                       |
| 5       | زلزال تشيتسو 2004          | اليابان        | 6.8     | $28 مليار                       |
| 6       | زلزال سيكيم 2011           | الهند          | 6.9     | $22.3 مليار                     |
| 7       | زلزال أزميد 1999           | تركيا          | 7.6     | $20 مليار                       |
| 8       | زلزال لاكويلا 2009         | إيطاليا        | 6.3     | $16 مليار                       |
| 9       | زلازل شمال إيطاليا 2012    | إيطاليا        | 6.1     | $15.8 مليار                     |
| 10      | زلزال كانتربري 2011        | نيوزيلندا      | 6.3     | $15–40 مليار                    |